# 에닌그구

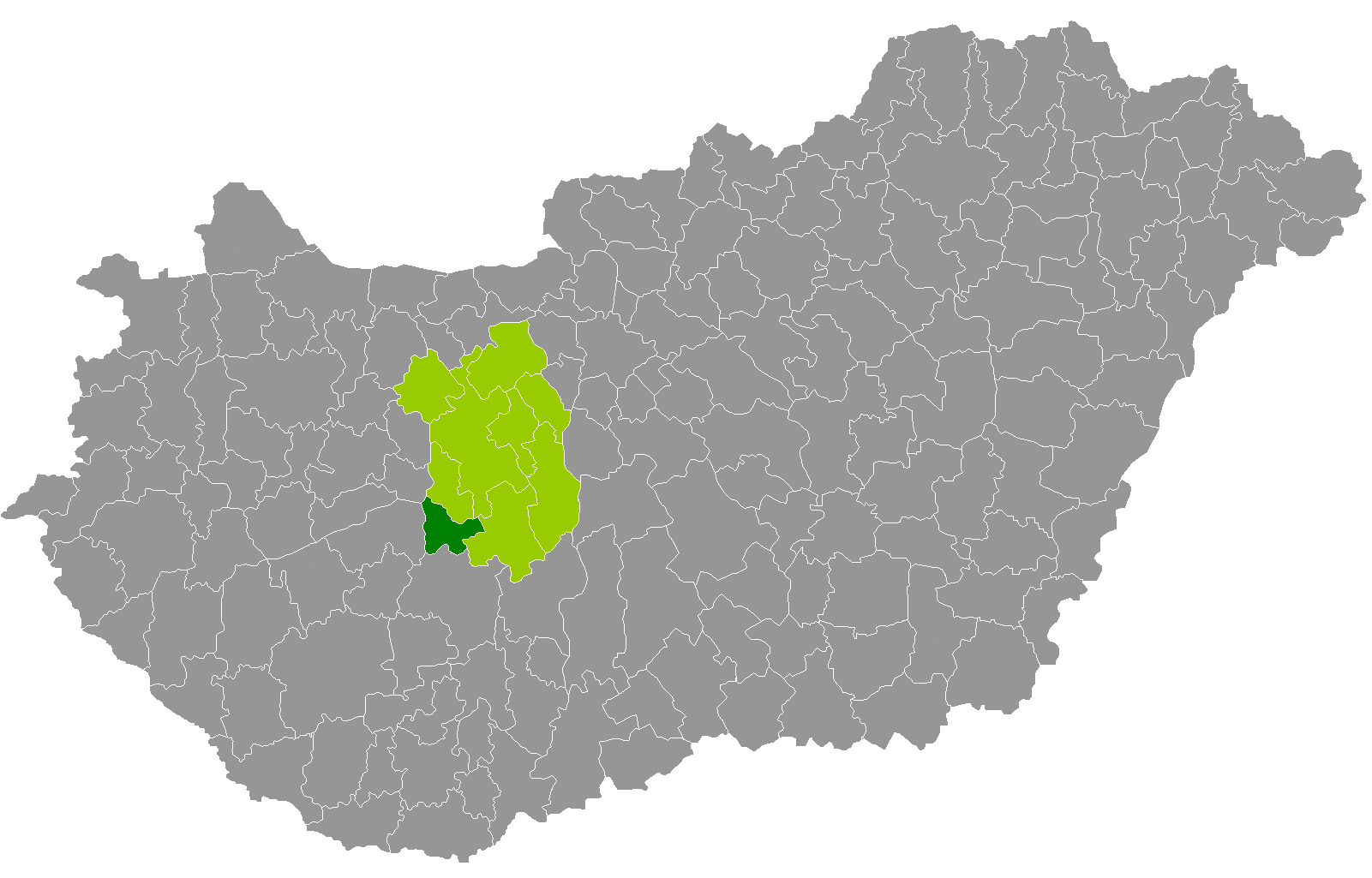
페예르주 지도에 표시된 에닌그구의 위치

에닌그구(헝가리어: Enyingi járás)는 헝가리 페예르주에 위치한 구로 구청 소재지는 에닌그이며 면적은 433.12km2, 인구는 20,075명(2011년 기준), 인구 밀도는 46명/km2이다.
북쪽으로는 세케슈페헤르바르구, 동쪽으로는 샤르보가르드구, 남쪽으로는 톨너주 터마시구, 서쪽으로는 쇼모지주 시오포크구, 베스프렘주 벌러토널마디구와 접한다. 9개 지방 자치체(1개 시, 8개 마을)를 관할한다.

구 문장